# Jean-Raymond Tournoux
 (décembre 2014).

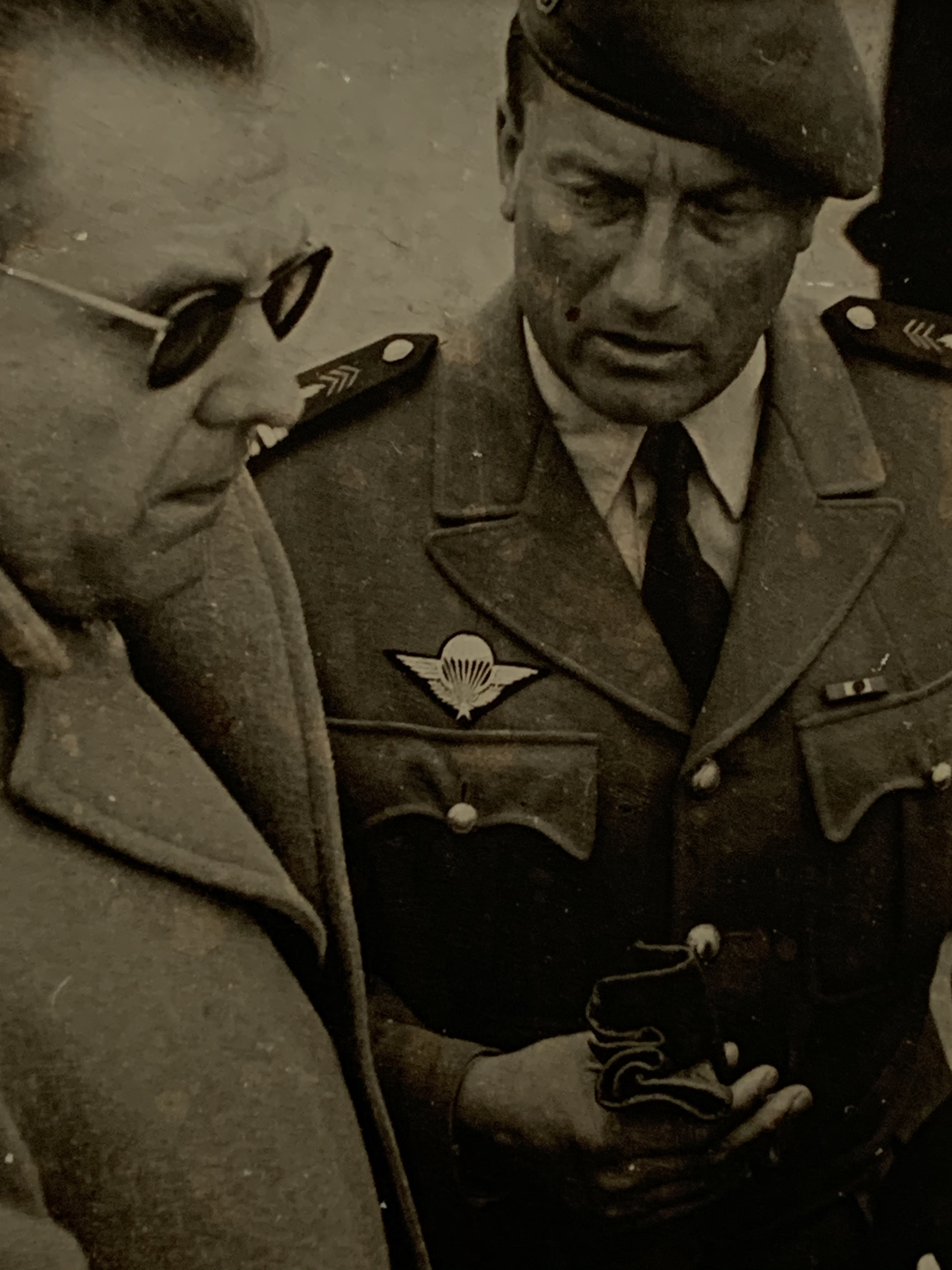
Tournoux et le colonel Jeanpierre en mars 1958 en Algérie, deux mois avant la mort au combat du chef de Corps du 1er REP.

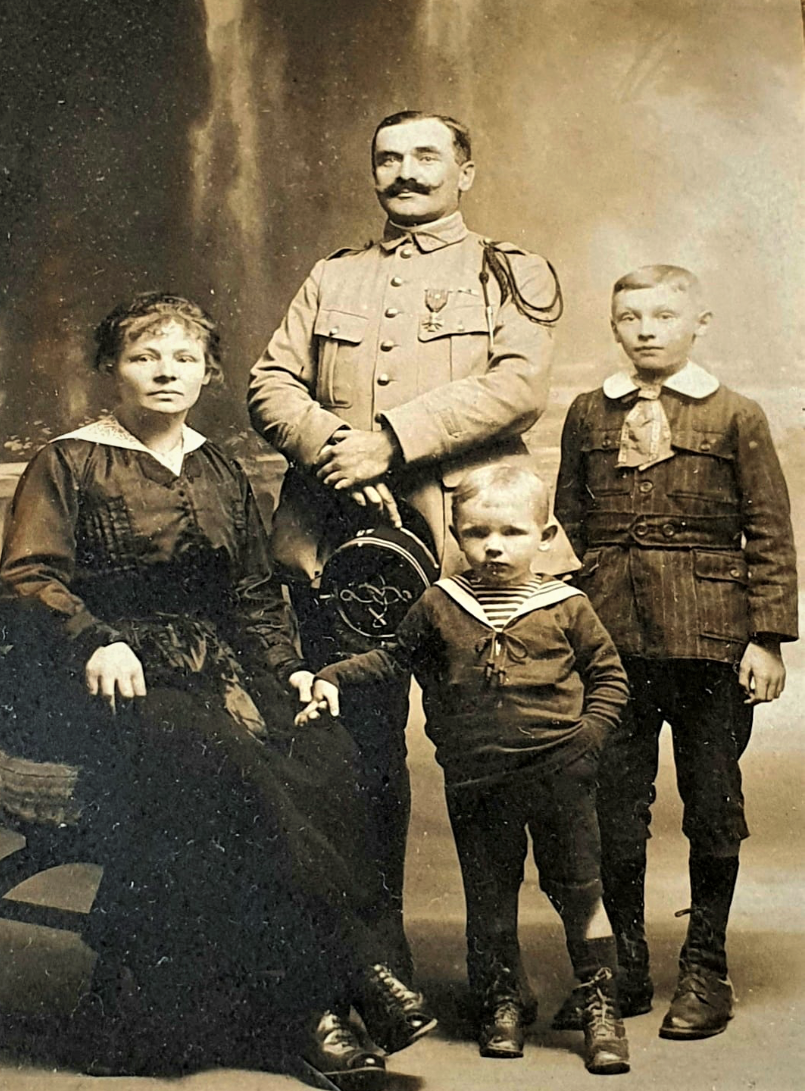
Tournoux enfant (au centre de la photo), entouré de ses parents et de son frère à Belfort en 1919.

Jean-Raymond Tournoux, né le 15 août 1914 aux Rousses (Jura) et mort le 23 novembre 1984 à Paris, est un journaliste parlementaire français.
Fils du commandant Léon Tournoux et d’Aline Gauthier, il fait ses études au Collège Sainte-Marie de Belfort puis au Lycée de Belfort. Celui qu’André Passeron appelait « l’historien du secret » (Le Monde, 26 novembre 1984) « entre en journalisme à l’âge de vingt ans. ». Il collabore à L’Éclair comtois, à La République de l'Est (1934-1939). Rédacteur à la radiodiffusion de 1941 à 1946, il est chef de service au journal Libération de 1944 à 1948, puis à Ce matin (1949-1950). Il devient éditorialiste à L'Information de 1950 à 1955 et, pour de plus longues périodes, à Combat et au Progrès de Lyon (1945-1962).

## Un journaliste devenu chroniqueur
D'après le texte de présentation de son ouvrage Pétain et la France : la Seconde guerre mondiale (1980), « durant la Seconde guerre mondiale, à la suite de sa démobilisation, il rejoint la zone libre, devient correspondant de presse du Gouvernement de Vichy et journaliste à la radio de Vichy. Le maréchal Pétain le récompense de la Francisque gallique. Sa proximité avec le maréchal, qu'il accompagne dans ses déplacements, intéresse les services de renseignements. Il entre alors au service du réseau de renseignements Andalousie, dans le sous-réseau Sarrazin, sous le pseudonyme de Latour (matricule RAB 640). En mai 1949, son action au sein de ce réseau, centrée sur la recherche d'informations et le recrutement d'agents, lui vaut d'être décoré de la Croix de guerre. Il est également décoré de la Croix du combattant volontaire de la Résistance ».
À partir de 1949, il collabore à Paris-Match, dont il devient directeur des services politiques en 1964, jusqu’à son départ, en 1976, de l’hebdomadaire fondé par Jean Prouvost. Jean-Raymond Tournoux termine sa carrière de journaliste comme éditorialiste au Figaro, de 1976 à 1980, collaborant occasionnellement au Monde et à La Revue des Deux Mondes. À sa mort, il avait plusieurs projets de livres en cours.
Parallèlement à son métier de journaliste, il publie plusieurs livres consacrés à l'histoire contemporaine. Il entre à l'Institut de France en 1981, en devenant membre de l’Académie des Sciences morales et politiques. Après la sortie de son premier ouvrage, Carnets secrets de la politique, Jean-Raymond Tournoux publie un livre tous les deux ans, treize ouvrages au total, à la Librairie Plon puis chez Flammarion. Traduits en huit langues (anglais, anglais des États-Unis, allemand, polonais, espagnol, portugais, hollandais, serbo-croate), ses livres sont largement chroniqués par la presse et ont un écho international (La Stampa, Wall Street Journal). Son œuvre a été distinguée par de nombreuses récompenses : Prix Thiers ; Prix de l'Académie française ; Prix d’Histoire du Cercle de l’Union, de la Société d’histoire générale et de la Société d'histoire diplomatique ; Grand prix du Festival international du Livre (1969) ; Prix Historia (1980). Il est lauréat de l’Académie des Sciences morales et politiques (1967).
Edgar Faure définissait sa méthode de travail comme « un genre historique nouveau ». André Passeron, dans l’article du Monde publié à la mort de son confrère en 1984 décrit le travail de Jean-Raymond Tournoux : « Ce qui le passionne, c'est de découvrir les mobiles des hommes qui dirigent le pays, de fouiller les arrière-pensées, de recueillir les confidences et, surtout, de les provoquer. Sa méthode est basée sur une recherche minutieuse, sur des recoupements multiples, sur la vérification et le croisement des sources. De sa fine écriture bleue couvrant en diagonale des pages et des pages de notes, il emmagasine les moindres bribes de conversation, sachant que cela lui servira un jour. Devenu l'historien du secret que les titres de ses ouvrages reflètent, tels que Secrets d'État (1960), L'Histoire secrète (1962), Jamais dit (1971) ou Journal secret (1975), il réussit cependant à acquérir la confiance tant son honnêteté et sa prudence sont reconnues. Grâce à lui, l'histoire réelle du demi-siècle écoulé est beaucoup mieux connue. Fasciné par de Gaulle, il conserve cependant toute sa lucidité pour lui consacrer l'essentiel de son œuvre. Mais il montre aussi comment, par mimétisme ou par contraste, l'œuvre politique et militaire du chef de la France libre ne peut être dissociée de celle du vainqueur de Verdun. Pétain, de Gaulle, deux personnages clés de notre histoire contemporaine devenus tout naturellement les héros de Tournoux tant leurs personnalités sont complexes, leur influence profonde et leurs secrets nombreux ».
Dans un texte placé en exergue de son septième livre, Le Tourment et la Fatalité (1974), Jean-Raymond Tournoux entend résumer sa méthode : « À l’aide de témoignages et d’éléments inédits, ou mal connus, j’ai cherché à restituer une époque politique. En tentant d’échapper à l’environnement manichéen du siècle, plutôt que de prétendre juger sans appel, j’ai écouté Spinoza : Ne pas s’indigner mais comprendre ».
Au cours de sa carrière, Jean-Raymond Tournoux a également été chargé de mission dans les années 1950 auprès de René Pleven puis d'Edgar Faure, alors président du Conseil (années 1950). 
Il fut aussi éditeur-conseil et directeur de la collection d’Histoire contemporaine aux Éditions Plon. Membre de l'Académie des Sciences, Lettres et Arts de Franche-Comté, il était également Docteur honoris causa de l’Université Loyola de La Nouvelle-Orléans et membre des jurys des Prix Louis Pergaud, Léopold Senghor et Aujourd’hui.  
Jean-Raymond Tournoux était commandant honoraire de l'armée de l’air. 
Ses archives ont été déposées par sa famille aux Archives Nationales.
L’INA (Institut national de l’audiovisuel) dispose actuellement d’une quarantaine d’émissions télévisées et radio numérisées dans lesquelles apparaît Jean-Raymond Tournoux. Il a participé à vingt-cinq autres émissions non numérisées à ce jour (7 mars 2014)[réf. nécessaire].

## Décorations
- Officier de la Légion d'honneur (chevalier à titre exceptionnel)
- Croix de guerre 1939–1945
- Croix du combattant volontaire de la Résistance
- Officier de l'ordre de l'Étoile noire (1954)[5]
- Officier de l'ordre de l'Économie nationale

## Ouvrages
- Carnets secrets de la politique, Paris, Plon, 1958
- Secrets d'État, Paris, Plon, 1960
- Jamais dit, Paris, Plon, 1961
- L'Histoire secrète. La Cagoule, le Front populaire, Vichy, Londres, le Deuxième Bureau, l'Algérie, l'O.A.S., Paris, Plon, 1962
- Pétain et de Gaulle, Paris, Plon, 1964 (1968 en poche)
- La Tragédie du général, Paris, Plon, 1967 ; rééd. Perrin, Paris, préf. Éric Roussel, 672 p., 2024  (ISBN 978-2262104108)
- Le Mois de mai du général. Le livre blanc des évènements, Paris, Plon, 1969
- Le Tourment et la fatalité. Tout finit par se savoir, Paris, Plon, 1974
- Journal secret. Une année pas comme les autres, Paris, Plon, 1975
- Le Feu et la cendre. Les années politiques du général de Gaulle, Paris, Plon, 1979
- Pétain et la France, Paris, Plon, 1980
- Le Royaume d'Otto, Paris, Flammarion, 1982
- France, ton café fout le camp. L'engrenage de la démocratie populaire, Paris, Flammarion, 1982

Publication à part
- Sous le titre Les Tonneaux de poudre, quelques chapitres de Secrets d'État  (extraits de la deuxième partie, Les Barils de poudre) sont publiés dans un recueil de différents auteurs (André Castelot, J. Calmette, R. Lacour-Gayet) sur de sujets divers, Cercle Historia, 1975.